# Bayecourt
Bayecourt é uma comuna francesa na região administrativa do Grande Leste, no departamento de Vosges. Estende-se por uma área de 6.92 km², e possui 252 habitantes, segundo o censo de 2018, com uma densidade de 36 hab/km².